# Contreras (Familienname)
Contreras ist ein spanischer Familienname.

## Namensträger

### A
- Alex Contreras, peruanischer Ökonom und Politiker
- Alfonso Cortés Contreras (* 1947), mexikanischer Priester, Erzbischof von León
- Alonso de Contreras (1582–1641), spanischer Abenteurer, Soldat und Schriftsteller
- Altagracia Contreras (* 1974), dominikanische Judoka
- Ana Brenda Contreras (* 1986), mexikanisch-amerikanische Sängerin und Schauspielerin
- Andrea Contreras, argentinische Biathletin
- Andres Contreras (Radsportler), mexikanischer Radsportler
- Andres Contreras (Rennfahrer) (1943–2016), mexikanischer Automobilrennfahrer
- Anthony Contreras (* 2000), costa-ricanischer Fußballspieler

### B
- Benito Contreras (1905–1972), mexikanischer Fußballspieler

### C
- Calixto Contreras (1867–1916), mexikanischer Revolutionär
- Carlos Contreras (Fußballspieler, 1938) (1938–2020), chilenischer Fußballspieler
- Carlos Contreras (Rennfahrer) (* 1970), mexikanischer NASCAR-Rennfahrer
- Carlos Contreras (Fußballspieler, 1972) (* 1972), venezolanischer Fußballspieler
- Carlos Contreras (Radrennfahrer) (* 1973), kolumbianischer Radrennfahrer
- Carlos Contreras (Baseballspieler) (* 1991), dominikanischer Baseballspieler
- Carlos Contreras (Fußballspieler, 1995) (* 1995), chilenischer Fußballspieler
- Cindy Arlette Contreras Bautista (* 1990), peruanische Anwältin und Aktivistin
- Cristián Contreras Molina (* 1946), chilenischer Geistlicher, Bischof von San Felipe
- Cristián Contreras Villarroel (* 1959), chilenischer Geistlicher, Bischof von Melipilla

### D
- Dalia Contreras (* 1983), venezolanische Taekwondoin

### E
- Edickson Contreras (* 1990), venezolanischer Wasserspringer
- Eleazar López Contreras (1883–1973), Präsident von Venezuela
- Elena Contreras Patiño (* 1992), spanische Fußballschiedsrichterin
- Elisa Contreras (* 1950), uruguayische Schauspielerin
- Elvis Contreras (* 1979), dominikanischer Volleyballspieler
- Ernesto Contreras (1937–2020), argentinischer Radrennfahrer

### F
- Fernanda Contreras Gómez (* 1997), mexikanische Tennisspielerin
- Fernando Contreras Castro (* 1963), costa-ricanischer Autor, Literaturwissenschaftler und Hochschullehrer
- Francisco José Contreras (* 1964), spanischer Jurist und Hochschullehrer für Rechtsphilosophie

### G
- Guillermo Contreras († 2006), mexikanischer Fußballtorhüter

### H
- Hilma Contreras (1913–2006), dominikanische Schriftstellerin
- Humberto Contreras, chilenischer Fußballspieler

### I
- Israel Contreras (* 1960), venezolanischer Boxer
- Isabel de Ceballos-Escalera y Contreras (1919–1990), spanische Kuratorin und Museumsleiterin

### J
- Javiera Contreras (* 2001), chilenische Leichtathletin
- Jesús Alfonso Guerrero Contreras (* 1951), kolumbianischer Geistlicher, Bischof von Barinas
- Jesús Fructuoso Contreras (1866–1902), mexikanischer Bildhauer
- Jorge Contreras (Fußballspieler, 1960) (* 1960), chilenischer Fußballspieler
- Jorge Contreras (Fußballspieler, 1971) (* 1971), uruguayischer Fußballspieler
- Jorge Contreras (Radsportler) (* 1980), chilenischer Radrennfahrer
- Jorge Contreras junior (* 1992), mexikanischer Rennfahrer
- Jorge Contreras senior (* 1992), mexikanischer Rennfahrer
- José Contreras (Baseballspieler) (* 1971), kubanischer Baseballspieler
- José Contreras (Radsportler) (* 1978), venezolanischer Radrennfahrer
- José Contreras (Fußballspieler, 1982) (* 1982), chilenischer Fußballspieler
- José Contreras (Fußballspieler, 1986) (* 1986), guatemaltekischer Fußballspieler
- José Arturo Castellanos Contreras (1893–1977), Generalkonsul von El Salvador
- José Cruz Contreras († 2010), mexikanischer Politiker und Unternehmer
- José Gabriel Calderón Contreras (1919–2006), kolumbianischer Geistlicher, Bischof von Cartago
- José Gregorio Tinoco de Contreras, Gouverneur der Provinz Comayagua in Honduras
- José Rozo Contreras (1894–1976), kolumbianischer Komponist
- Juan Contreras (1807–1881), spanischer General
- Juan Senén Contreras (1760–1826), spanischer General
- Julián Castro Contreras (1805–1875), venezolanischer General und von 1858 bis 1859 Präsident der Republik Venezuela
- Julio Rafael Contreras (1933–2017), argentinischer Biologe

### L
- Leonardo Viera Contreras (1907–1977), mexikanischer Geistlicher, Bischof von Ciudad Guzmán
- Leonel Contreras (* 1961), chilenischer Fußballspieler
- Luis Contreras (Fußballspieler, 1903) (1903–1975), chilenischer Fußballspieler
- Luis Contreras (Schauspieler) (1950–2004), US-amerikanischer Schauspieler
- Luis Contreras (Boxer) (* 1951), venezolanischer Boxer
- Luis Contreras (Fußballspieler, 1982) (* 1982), salvadorianischer Fußballspieler
- Luis Contreras (Baseballspieler) (* 1996), venezolanischer Baseballspieler

### M
- Manuel Contreras (1929–2015), chilenischer General
- Manuel María Orellana Contreras, guatemaltekischer Politiker, Präsident 1930
- Mar Contreras (* 1981), mexikanische Schauspielerin und Sängerin
- María del Carmen Gloria Contreras Roeniger (1934–2015), mexikanische Tänzerin und Choreografin
- María José Rienda Contreras  (* 1975), spanische Skiläuferin, siehe María José Rienda
- Mario Contreras (* 1987), salvadorianischer Radsportler
- Mario Espinosa Contreras (* 1949), mexikanischer Priester, Bischof von Mazatlán
- Michael Contreras (* 1993), chilenischer Fußballspieler
- Miguel Ángel Contreras Llajaruna (* 1979), peruanischer Ordensgeistlicher, Weihbischof in Callao
- Miguel Contreras Torres (1899–1981), mexikanischer Regisseur, Produzent, Drehbuchautor und Schauspieler
- Moisés Carlos Atisha Contreras (* 1969), chilenischer Geistlicher, Bischof von San Marcos de Arica

### N
- Nancy Contreras (* 1978), mexikanische Radsportlerin
- Norton Contreras (1919–1991), chilenischer Fußballspieler

### O
- Oscar Campos Contreras (* 1947), mexikanischer Geistlicher, Bischof von Ciudad Guzmán

### P
- Pablo Contreras (* 1978), chilenischer Fußballspieler
- Patricio Contreras (* 1947), chilenischer Filmproduzent
- Pedro Contreras (* 1972), spanischer Fußballtorhüter
- Pedro de Moya y Contreras († 1592), spanischer Geistlicher, Erzbischof von Mexiko und Vizekönig von Neuspanien

### R
- Rafael Contreras, Fußballspieler in Mexiko
- Raúl Contreras (1896–1973), salvadorianischer Dichter, Dramatiker und Diplomat
- Roberto Contreras (1928–2000), US-amerikanischer Schauspieler
- Roberto Jesús Contreras (* 1959), mexikanischer Fußballtorhüter
- Rodrigo Contreras (* 1994), kolumbianischer Radrennfahrer

### S
- Salvador Contreras (1910–1982), mexikanischer Komponist
- Salvador Contreras-Balderas (1936–2009), mexikanischer Ichthyologe und Naturschützer
- Sergio Contreras Pardo (* 1983), spanischer Fußballspieler, siehe Koke (Fußballspieler, 1983)
- Sergio Otoniel Contreras Navia (1926–2019), chilenischer Geistlicher, Bischof von Temuco
- Simón Contreras (* 2002), chilenischer Fußballspieler

### T
- Tino Contreras (1924–2021), mexikanischer Jazzmusiker (Schlagzeuger, Komposition, Arrangement)

### V
- Victor Hugo Martínez Contreras (1930–2020), guatemaltekischer Geistlicher, Erzbischof von Los Altos Quetzaltenango-Totonicapán

### W
- Wilson Contreras (* 1967), chilenischer Fußballspieler und -trainer

### Y
- Yeny Contreras (* 1979), chilenische Taekwondoin
- Yuderqui Contreras (* 1986), dominikanische Gewichtheberin